# Ангика
Ангика — индоарийский язык, относится к группе бихарских языков. Распространён главным образом в индийском штате Бихар и приграничных районах Непала и штатов Джаркханд и Западная Бенгалия. Название и район распространения соответствует древнеиндийскому государству Анга. Имеются также носители среди эмигрантов в США, Великобритании и странах Персидского залива.
Данные о числе носителей сильно отличаются в зависимости от источника: Ethnologue сообщает о 740 900 носителях (из них 725 тыс. в Индии и 15 900 — в Непале), другие источники — о 30 и даже 40 млн носителей.
Наиболее близкородственный язык — майтхили, схожесть с которым в зависимости от диалектов может достигать 80-87 %. Частично взаимопонимаем также носителям других бихарских языков.
В качестве письменности обычно используется деванагари: अ, आ, इ, ई, उ, ऊ, ए, ऎ, ऒ, औ, क, ख, ग, घ, ङ, च, छ, ज, झ, ञ, ट, ठ, ड, ढ, ण, ड़, ढ़, त, थ, द, ध, न, प, फ, ब, भ, म, य, र, ल, व, श, ष, स, ह.
С 2003 года доступен Google поиск на языке ангика. Первый фильм на языке ангика был выпущен в 2007 году («Khagaria Vali Bhouji»).